# 南紀 (列車)
南紀（なんき）は、東海旅客鉄道（JR東海）・伊勢鉄道・西日本旅客鉄道（JR西日本）が、名古屋駅 - 新宮駅・紀伊勝浦駅間を関西本線・伊勢線・紀勢本線経由で運行する特急列車である。
なお、本項では同一経路で運転されている臨時列車および、紀勢本線新宮駅以東を運転していた優等列車の沿革についても記述する。

## 概要
1978年10月2日に紀勢本線和歌山駅 - 新宮駅間の電化が完成したことにより、従来天王寺駅 - 名古屋駅間を紀勢本線経由で運転していた旧「くろしお」の運転区間を分割することになった。このため、旧「くろしお」の三重県内の運転は廃止され、名古屋駅 - 紀伊勝浦駅間に特急「南紀」を新設したのが始まりである。

### 列車名の由来
「南紀」の列車名は、 紀伊半島の南部を表す言葉の「南紀」にちなんでいる。なお、JR東海は1996年より新型車両で運転されている列車には「（ワイドビュー）」を冠しており、「（ワイドビュー）南紀」として運転していたが、2022年3月改正ダイヤをもって「（ワイドビュー）」を冠するのを取り止め「南紀」として運転している。

## 運行概況
2022年3月12日現在の運行概況は次の通り。
名古屋駅 - 紀伊勝浦駅間に3往復、名古屋駅 - 新宮駅間に1往復の合計4往復が運転されている。多客時には、臨時列車として2往復が運転されている。
列車番号は3001D - 3008Dと運転線区で変更がなく、下りが号数+3000の奇数、上りが号数+3000の偶数である。また臨時列車もこの規則に準じて8001 - 8004Dとされている。

### 停車駅
名古屋駅 - 桑名駅 - 四日市駅 - 鈴鹿駅 - 津駅 - 松阪駅 - 多気駅 - 三瀬谷駅 - 紀伊長島駅 - 尾鷲駅 - 熊野市駅 - 新宮駅 - 紀伊勝浦駅
- このほか、沿線のイベントに合わせて臨時停車する駅がある[注釈 2]。

### 使用車両・編成
2023年7月1日より、HC85系気動車（D100編成）で運転されている。運転開始から1992年まではキハ82系気動車が、1992年から2023年まではキハ85系気動車が使用されていた。通常は普通車のみの2両編成で、そのうち1両が自由席である。繁忙期は4両編成で運行する場合があり、この場合、3・4号車は指定席となる。また、繁忙期はD200編成で運用する場合があり、この場合は3号車が車いす対応座席及び車いすスペースとなる。
キハ85系登場当初は通常4両編成であり、全室グリーン車である「南紀」専用のキロ85形が用いられていた。しかし需要低迷により2001年に編成が見直され、「ひだ」用のキハ85形に置き換えられて通常時はグリーン車が連結されなくなり、普通車のみの3両編成で運転されるようになった。当初は多客時のみ半室グリーン車のキロハ84形が連結されていたが、2009年3月14日から半室グリーン車の連結が通年に変更され、再び通常4両編成で運転されるようになった。2020年11月1日からは、さらなる利用者の減少を受け、通常は2両編成での運行とされるとともに、グリーン車も再度廃止された。
キハ85系の投入により加減速性能・最高速度（120km/h運転化）・曲線通過性能の向上（最大本則+15km/h）といったメリットを活かしたスピードアップが実施された。

## 臨時列車

### 鈴鹿グランプリ
「鈴鹿グランプリ」は、鈴鹿サーキットにおいてFIA（国際自動車連盟）主催F1世界選手権日本グランプリが開催される週末に運転される臨時特急列車で、名古屋駅 - 鈴鹿サーキット稲生駅間で運転される。2006年以前には、「鈴鹿F1」という列車名で運行されていた。2023年までの停車駅は桑名駅と四日市駅で、定期の「南紀」とは異なり鈴鹿駅は通過していたが、2024年は名古屋駅 - 鈴鹿サーキット稲生駅間ノンストップとなった。全車指定席となることが多い。
運行本数は年および曜日によって変わる。例として2010年は、土曜日に名古屋発が2本、鈴鹿サーキット稲生発が1本、日曜日に名古屋発が3本、鈴鹿サーキット稲生発が2本運転された。逆に全く運転されない年もある。当列車はその性格から、特に名古屋駅発列車の指定券は発売直後に売り切れる場合が多い。そのため、立席特急券の発売もおこなわれる。

### 熊野大花火大会関連
毎年8月17日に行われる熊野大花火大会の開催日と翌日の未明には臨時の特急列車が運行されており、過去に運行されていた急行列車とともに述べる。
2011年まで運行されていた「熊野市花火」は開催地最寄りの熊野市駅との間で設定される臨時急行列車であった。
使用車両はキハ85系・キハ75形であり、下りは熊野市行が2本、上りは熊野市発が2本運転されていた。運転区間は年度により異なっていたが、2009年は津駅と亀山駅発着が設定された。2011年は名古屋駅発の1本のみが設定され上りは設定されなかった。定期列車が停車する鈴鹿駅は通過した。
花火大会は天候により延期や中止もあるため、大会当日の朝6時に開催決定が発表された場合に限り、7時から急行券・座席指定券・グリーン券が発売されていた。また、1号と4号の急行券は発売駅が限定されていた。
2012年から2019年までは「熊野市花火」の設定はなく、花火大会開催日には優等列車では特急「南紀」のみが臨時に名古屋駅 - 熊野市駅間で運行されていた。この臨時「南紀」は定期列車とは異なり全席指定席とされ、上記の熊野市花火号と同様に当日の朝7時より発売されていた。
その後2020年から2022年までの新型コロナウイルス禍による中止を経て、2023年は8月29日に「熊野大花火」という列車名の臨時特急列車が名古屋駅 - 熊野市駅間で2往復運行された。うち1往復には通常特急「南紀」には充当されないグリーン車付きのHC85系D2編成が充当された。
2024年は熊野大花火大会の開催日に名古屋駅と熊野市駅間（熊野市駅行3本、名古屋駅行4本）で臨時特急「熊野大花火」が設定された（大会翌日には南紀98号（熊野市発名古屋行）が設定された）。臨時特急の指定席特急券等は2024年から発売方法が一部変更となり、臨時特急の「熊野大花火」と「南紀98号」も指定席特急券等の発売が始発駅出発日の1か月前の午前10時からに改められた。

## 運賃・料金
1992年3月より特急料金がB特急料金からA特急料金に変更され割高になった。ただし名古屋駅 - 新宮駅間に特定特急料金が設定されており、30kmまでの区間の自由席特急料金は通年330円、31km - 50kmの区間の自由席特急料金が通年660円と割安になっている。
伊勢鉄道を挟む前後の運賃・料金は通過連絡運輸が適用されるため、前後のキロ数を通算して運賃・料金を計算し、それに伊勢鉄道の運賃520円と特急料金320円を加算する。伊勢鉄道のグリーン料金は不要である。伊勢鉄道転換当初は伊勢鉄道の特急料金も不要であり、なおかつ南近畿ワイド周遊券で「南紀」に乗車する場合は伊勢鉄道の運賃も徴収していなかったが、1989年3月よりこれらの取り扱いは廃止された。

## 紀勢本線新宮駅以東優等列車沿革

### 紀勢本線全線開業後の展開
- 1959年（昭和34年）
  - 7月15日：紀勢本線全通によるダイヤ改正により、次のように変更。
    1. 天王寺駅 - 新宮駅間の準急「くまの」の運転区間が、天王寺駅 - 名古屋駅間に延長（C57形蒸気機関車牽引の客車列車）。
    2. 名古屋駅 - 紀伊勝浦駅間で毎日運転の臨時列車として、夜行準急「うしお」1往復が運転開始。
    3. 東京駅 - 新宮駅間で臨時列車として急行「那智」1往復が運転開始。

  - 9月22日：「那智」が定期列車になる。
- 1961年（昭和36年）
  - 3月1日：「くまの」が「紀州」に改称・急行列車化されて廃止。キハ55系を使用して気動車化。同年10月実施のサンロクトオのダイヤ改正までにはキハ58系へ置き換えられる。鳥羽駅 → 紀伊勝浦駅間で準急「くまの」、紀伊勝浦駅 → 鳥羽駅間で準急「志摩」が運転開始。草津線経由で京都駅 - 紀伊勝浦駅間に準急「勝浦」、京都駅 - 鳥羽駅間に準急「鳥羽」が運転開始。
  - 10月1日：ダイヤ改正により、「うしお」の上りが廃止、下りは定期列車になる。
- 1963年（昭和38年）10月1日：ダイヤ改正により次のように変更。
  1. 「うしお」が名古屋駅 - 紀伊田辺駅間で1往復増発され、1.5往復になる。
  2. 鳥羽駅 - 紀伊勝浦駅間の「くまの」「志摩」が「なぎさ」に改称。
  3. 京都駅 - 紀伊勝浦駅間（草津線経由）の「勝浦」が「くまの」に改称。
  4. 京都駅 - 鳥羽駅間（草津線経由）の「鳥羽」が「志摩」に改称。
- 1964年（昭和39年）10月1日：「那智」の運転区間が東京駅 - 紀伊勝浦駅間まで延長。
- 1965年（昭和40年）3月1日：天王寺駅 - 名古屋駅間で、特急「くろしお」1往復が運転開始。
- 1966年（昭和41年）3月5日：「うしお」「くまの」「なぎさ」「志摩」が急行列車になる。
- 1967年（昭和42年）10月1日：紀伊勝浦駅 → 名古屋駅間で「うしお」が1本増発され、2往復になる。
- 1968年（昭和43年）10月1日：ヨンサントオのダイヤ改正により、次のように変更。
  1. 「うしお」が「紀州」に統合されて廃止。「紀州」は4往復になる。
  2. 「那智」が「紀伊」（きい）に改称。
  3. 「なぎさ」が「はまゆう」に改称。
- 1973年（昭和48年）9月1日：河原田駅（国鉄時代の起点は南四日市駅） - 津駅間を短絡する伊勢線（現在の伊勢鉄道伊勢線）が開通したことにより、特急「くろしお」と急行「紀州」5往復のうち3往復が、亀山駅経由から同線経由になる。
- 1975年（昭和50年）3月10日：ダイヤ改正（1975年3月10日国鉄ダイヤ改正）により、「紀伊」は14系客車が使用された寝台特急列車になる。

### 紀勢東線特急「南紀」登場

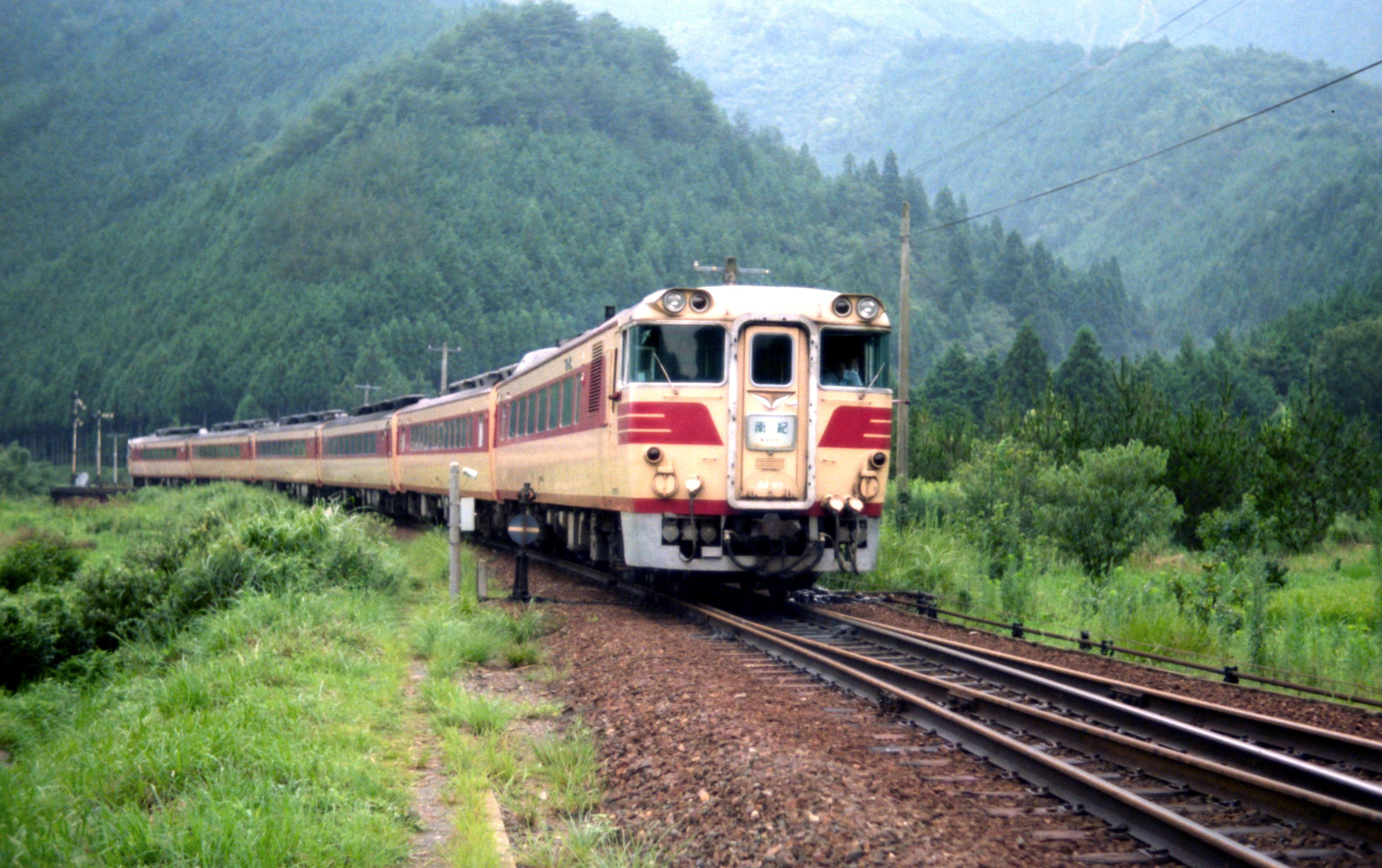
キハ82系による「南紀」（1980年8月 大内山駅）

- 1978年（昭和53年）10月2日：ゴーサントオのダイヤ改正により、次のように変更。
  1. 天王寺駅 - 名古屋駅間を直通運転していた旧「くろしお」を廃止し、名古屋駅 - 紀伊勝浦駅間（伊勢線経由）で特急「南紀」3往復が運転開始。
  2. 「紀州」は名古屋駅 - 紀伊勝浦駅間（亀山経由）の2往復、名古屋駅 - 紀伊勝浦駅間（伊勢線経由）の1往復になる。
- 1980年（昭和55年）10月1日：ダイヤ改正（1980年10月1日国鉄ダイヤ改正）により、「くまの」が廃止。
- 1982年（昭和57年）5月17日：夜行の「紀州」が廃止され、2往復になる。このうち伊勢線経由だった1往復が亀山駅経由に変更。
- 1984年（昭和59年）2月1日：ダイヤ改正（1984年2月1日国鉄ダイヤ改正）により、「紀伊」が廃止。
- 1985年（昭和60年）3月14日：ダイヤ改正（1985年3月14日国鉄ダイヤ改正）により次のように変更。
  1. 「紀州」「はまゆう」が廃止。（不定期の紀州51号/52号が残存）
  2. 「南紀」が1往復増発されて4往復になる。
  3. 桑名駅に全ての「南紀」が停車するようになる。
  4. 「南紀」の1本が、紀伊勝浦駅 → 新宮駅間で普通列車として運転されるようになる。
  5. 海水浴シーズンに新鹿駅が臨時列車される。
- 1986年（昭和61年）11月1日：「南紀」の1往復が、紀伊勝浦駅 - 新宮駅間で普通列車として運転されるようになる。「志摩」が廃止。

### 国鉄分割民営化後の運行展開
- 1989年（平成元年）

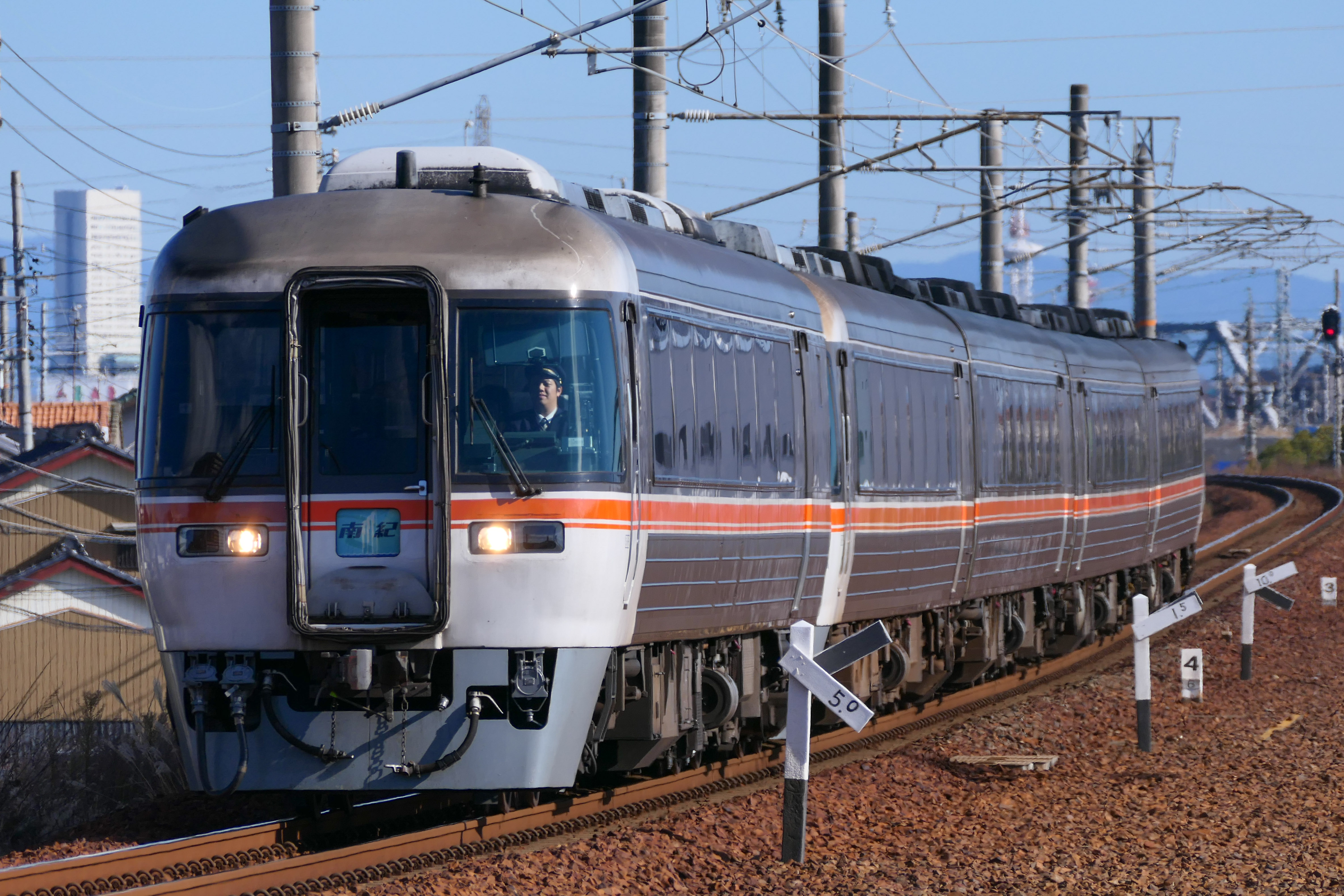
キハ85系による「ワイドビュー南紀」（2019年12月 八田駅 - 春田駅間）

  - 1月21日：「南紀」が伊勢鉄道鈴鹿駅に全列車停車[10][11]。
  - 3月11日：ダイヤ改正により、「南紀」が1往復増発されて5往復になる[12][13]。また、名古屋発亀山経由紀伊勝浦行きの臨時夜行快速「スターライト」が運転開始（1992年まで）[14]。
- 1990年（平成2年）3月10日：「南紀」が1往復削減され4往復になる。代替として名古屋駅 - 紀伊勝浦駅間で快速「みえ」が運転開始（熊野市駅 - 新宮駅・紀伊勝浦駅間は各駅停車）。
- 1992年（平成4年）3月14日：ダイヤ改正により、次のように変更。
  1. 「南紀」の使用車両がキハ82系からキハ85系に変更され、キハ82系の定期運用が終了[4]。名古屋駅 - 紀伊勝浦駅間はキハ80系と比べて42分短縮の3時間23分で運転[15]。
  2. 特急料金がA特急料金に変更。
  3. 「南紀」の季節列車（列車番号6000番台）を1往復増発し、定期列車と合わせて1 - 10号の付番となる[注釈 4]。
  4. 名古屋駅 - 紀伊勝浦駅間の快速「みえ」を廃止。

- 1993年（平成5年）
  - 8月1日：ダイヤ改正により、「南紀」の定期列車と季節列車各1往復は桑名駅・三瀬谷駅通過となる。また鈴鹿駅は、定期列車と季節列車各1往復を除き通過となる[20]。
  - 12月1日：この時から翌年夏まで鳥羽駅 - 紀伊勝浦駅間に臨時特急「鳥羽・勝浦」が1往復運転される[20]。

- 1995年（平成7年）1月21日：キハ82系による「メモリアル南紀」号が運転される。運転区間は名古屋 - 新宮間。
- 1996年（平成8年）7月25日：列車名に"ワイドビュー"が冠され「（ワイドビュー）南紀」になる。

### 2000年代の動き
- 2001年（平成13年）3月3日：「南紀」のグリーン車連結が通年から多客期に変更。早朝・深夜の1往復でJR西日本管内の新宮駅 - 紀伊勝浦駅間を普通列車として運行していた区間を廃止し、新宮駅発着に見直し[注釈 5][23]。
- 2003年（平成15年）10月1日：「のぞみ」増発に伴い「南紀」のダイヤを見直し。季節列車であった3・8号を付番から外し定期列車4往復を1 - 8号（他に運転頻度の高い臨時列車2往復を81 - 84号）とする。桑名駅に全列車停車[24]。
- 2005年（平成17年）10月1日：31km - 50kmの区間の自由席特急料金を通年630円に値下げ。
- 2006年（平成18年）3月18日：ダイヤ改正により、鈴鹿駅と三瀬谷駅に全列車停車。
- 2009年（平成21年）
  - 3月14日：グリーン車の連結が多客期から通年に変更。
  - 6月1日：全車禁煙になる[25]。

### 2010年代の動き
- 2011年（平成23年）
  - 9月8日：9月4日に日本に上陸した台風12号による被害のため、「南紀」1・5・6・8号のみ名古屋駅 - 熊野市駅間で運転[26][27]。
  - 10月11日：熊野市駅 - 新宮駅間の復旧により、通常の本数に戻る（不通の新宮駅 - 紀伊勝浦駅間は引き続きバス代行）。
  - 12月3日：新宮駅 - 紀伊勝浦駅間で運転再開[28]。
- 2013年（平成25年）3月16日：車内販売を廃止[29]。
- 2018年（平成30年）
  - 7月1日：グリーン車で無料Wi-Fiサービスを開始[30]。
  - 11月21日：全車両で無料Wi-Fi サービスを開始[31]。

### 2020年代の動き
- 2020年（令和2年）11月1日：利用状況を踏まえ、従来の4両 - 6両編成を、需要に応じ2両（自由席・指定席各1両） - 6両編成（うち自由席1両）に変更、同時にグリーン車の連結を廃止する。引き続き需要による増発等も行う[32]。
- 2022年（令和4年）3月12日：列車愛称から（ワイドビュー）を削除[33]。
- 2023年（令和5年）
  - 6月30日：キハ85系での運行を終了。
  - 7月1日：「南紀」全列車にHC85系を導入[34][35]。需要に応じ2両（自由席・指定席各1両） - 4両編成（うち自由席1両）に変更。
- 2024年（令和6年）3月16日：新宮 - 紀伊勝浦間をワンマン運転化[36]。